# Alemania Occidental en los Juegos Olímpicos de Calgary 1988
Alemania Occidental estuvo representada en los Juegos Olímpicos de Calgary 1988 por un total de 90 deportistas que compitieron en 10 deportes.  
El portador de la bandera en la ceremonia de apertura fue el biatleta Peter Angerer.

## Medallistas
El equipo olímpico alemán obtuvo las siguientes medallas:
| Nombre                                               | Deporte           | Competición       |
| ---------------------------------------------------- | ----------------- | ----------------- |
| Oro                                                  |                   |                   |
| Thomas Müller Hans-Peter Pohl Hubert Schwarz         | Combinada nórdica | Equipo M          |
| Marina Kiehl                                         | Esquí alpino      | Descenso F        |
| Plata                                                |                   |                   |
| Ernst Reiter Stefan Höck Peter Angerer Fritz Fischer | Biatlón           | 4 × 7,5 km M      |
| Frank Wörndl                                         | Esquí alpino      | Eslalon M         |
| Christa Kinshofer-Güthlein                           | Esquí alpino      | Eslalon gigante F |
| Georg Hackl                                          | Luge              | Individual M      |
| Bronce                                               |                   |                   |
| Christa Kinshofer-Güthlein                           | Esquí alpino      | Eslalon F         |
| Thomas Schwab Wolfgang Staudinger                    | Luge              | Doble M           |